# 安漢縣
安漢縣是漢代巴郡所屬的一個縣。其轄地在今四川省南充縣的附近地區。安漢縣始於西漢高祖時期。除王莽改名安新縣45年外，至隋文帝開皇十八年的八百多年間，安漢縣名一直沿用未變。